# 福伊爾 (英國國會選區)

福伊爾在北愛爾蘭的位置

福伊爾（英語：Foyle），英國國會一郡選區，包括北愛爾蘭德里區一部。創設於1983年。2008年德里區一部被轉到東倫敦德里選區。選區以福伊爾河命名，是為了避免親英和親愛選民之間對倫敦德里（德里）的名稱之爭。
該區為一親愛爾蘭選區。自創設以來長期支持社會民主及勞工黨。2010年大選中該黨黨魁馬克·杜爾肯以44.7%選票勝出該區成功連任。2017年大選則由新芬黨勝出，社民工黨新領袖葛倫·伊斯活特於兩年半後為該黨取回議席。